# Разведка месторождений полезных ископаемых

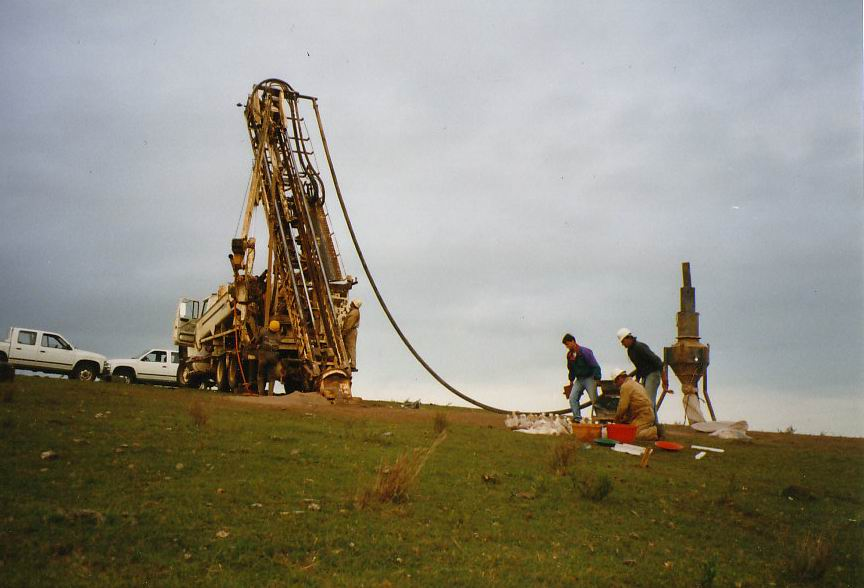
Разведочное бурение

Разведка месторождений полезных ископаемых — совокупность исследований и работ, осуществляемых с целью определения промышленного значения месторождений полезных ископаемых, получивших положительную оценку в результате поисково-оценочных работ.

## Описание
Разведка месторождений является одной из стадий геологоразведочных работ, следует за стадиями геологической съёмки и геологических поисков.
В ходе геологической разведки выявляются следующие параметры залежей полезных ископаемых:
- геологическое строение месторождения полезных ископаемых;
- пространственное расположение, условия залегания, формы, размеры и строение залежей;
- количество и качество полезных ископаемых;
- технологические свойства залежей и факторы, определяющие условия эксплуатации месторождения.

## Стадии разведки месторождения полезных ископаемых
Способ разведки месторождений зависит от соответствующих технических средств с целью получения максимально полной информации по разведочному пересечению или геологическому объёму месторождения в целом.
При предварительной разведке чаще всего применяется бурение: ударно-канатное (только при разведке россыпей), колонковое (керновое и бескерновое), глубокое. В отдельных случаях (часто при разведке месторождений руд цветных и редких металлов) используются глубокие шурфы, мелкие шахты, штольни. Их назначение — подтверждение данных разведочного бурения, уточнение строения наиболее сложных участков месторождения, отбор технологических проб.
Детальная разведка и доразведка месторождений также предполагает широкое использование бурения. На некоторых объектах проходятся также глубокие разведочные и разведочно-эксплуатационные шахты. При 'эксплуатационной разведке' (на разрабатываемом месторождении полезных ископаемых) основным видом работ является проходка специальных горных выработок (горизонтальных, вертикальных и наклонных) и бурение скважин как колонковых (с целью получения керна), так перфораторных (бескерновых). Для получения максимальной информации о строении месторождений и закономерностях размещения полезных ископаемых при минимальной затрате средств разведочные горные выработки располагают таким образом, чтобы они пересекали всю мощность перспективной зоны (горизонта, структуры), а разведочные профили (группы разведочных пересечений) — преимущественно вкрест простирания последних.